# Pseudocetonurus septifer
Pseudocetonurus septifer är en fiskart som beskrevs av Sazonov och Shcherbachev 1982. Pseudocetonurus septifer ingår i släktet Pseudocetonurus och familjen skolästfiskar. Inga underarter finns listade i Catalogue of Life.